# EVTOL

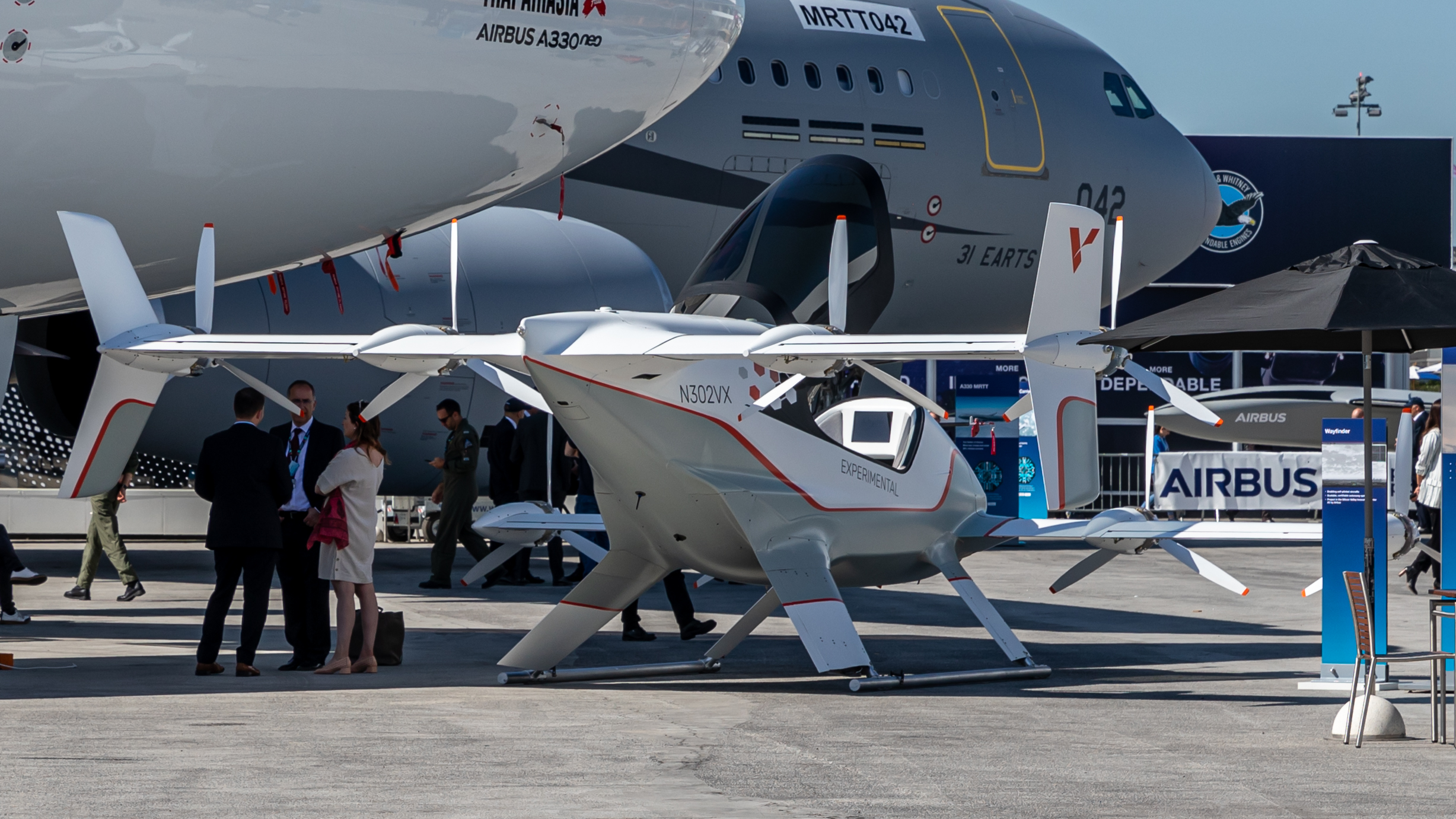
パリ航空ショー2019のエアバス A³ ヴァーハナアルファツー(N302VX)

eVTOL（イーブイトール、Electric Vertical Take-Off and Landing aircraft、日本語: 電動垂直離着陸機〈でんどうすいちょくりちゃくりくき〉）は、電動の垂直離着陸機 (VTOL) である。主に無人の小型ドローンとして物品の配送（ドローン宅配便など）に用いられている他、人が乗り込める大型の有人eVTOL（電動ヘリコプター、空飛ぶクルマ、有人ドローン）の開発も進められている。有人eVTOLは電動技術の発展（モーター、バッテリー、電気速度制御）により開発が可能になり、都市型航空交通 (UAM) に必要な新たな乗り物として注目が集まっている。ボーイング、NASA、エアバス、本田技研工業などが開発を進めている。空飛ぶクルマを含むeVTOLメーカーは、さまざまな認証を定められた期限までにクリアするため、絶えず改良作業を求められている。

## 歴史

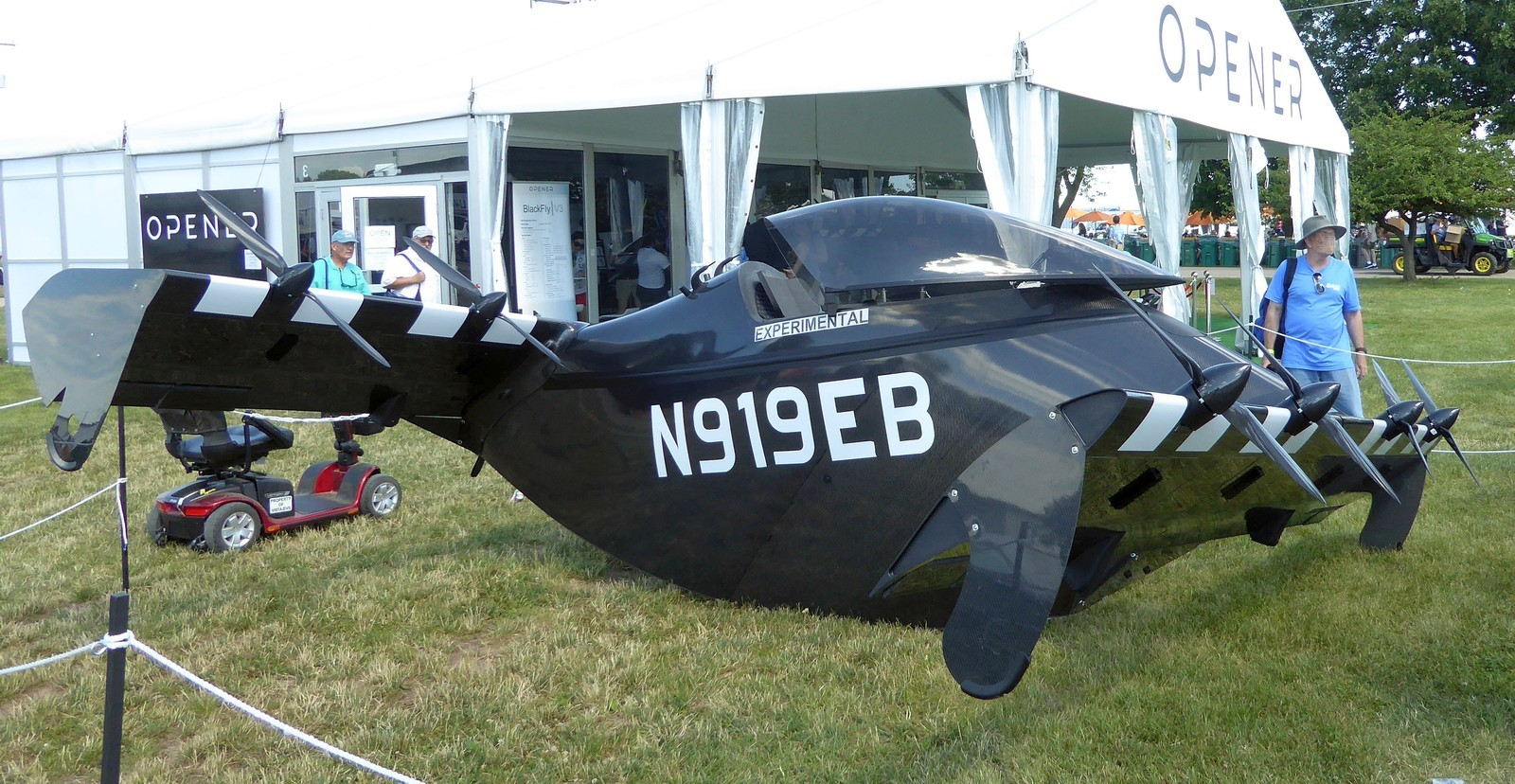
オープナー・ブラックフライ

eVTOLの歴史はフランスの企業パロット社が2010年にホビー用のマルチコプター型ドローン「AR.Drone」を発売したことに始まる。このドローンは電動で垂直離着陸ができ、人々に広く普及した。eVTOL航空機という概念は2011年にAgustaWestland Project Zero（アメリカ合衆国）、Volocopter VC1（ドイツ）、オープナー・ブラックフライ（アメリカ合衆国）などを通して現れた。2014年にアメリカのバージニア州で開催されたワークショップでAHSインターナショナルとアメリカ航空宇宙学会 (AIAA) によって紹介された。
ドローン型のeVTOLが普及するに従ってこの種の航空機が持つメリットに人々が気付き始めた。eVTOLは電動化で内燃機関が持つ複雑さから解放され、ローターが複数あることにより1つのローターが停止しただけでは墜落しないという高い冗長性が目を惹き、各社が人を乗せられるeVTOLの開発に乗り出していくことになる。
後年、航空機メーカーの間ではeVTOL開発の流行が発生し、ボーイング、エアバス、ベルなどの企業が市場を独占している。
- エアバス A³ ヴァーハナは2017年のパリ航空ショーで公開され[8]、2018年1月に初飛行を行った
- ボーイングPAVは2017年に開発が開始され、2019年に初飛行を行った。
- Bell Nexus 6HXはCES 2019で初公開された。

しかし、既存の大手航空機メーカーに加えてスタートアップ企業がこれらエアモビリティの開発に重要な役割を担っており、時には技術力の向上に関するリーダー的存在である。eVTOL機開発の参入障壁は比較的低いため国内外を問わず多くの企業が有人のeVTOL機、所謂『空飛ぶクルマ』の実現に向けて様々な取り組みを行っている。そのため有人eVTOLは空飛ぶクルマの代名詞として扱われることが多い。

## 利用

### 民間利用
民間によるeVTOL機開発の多くはUAMを目的としている。

#### 空飛ぶタクシー

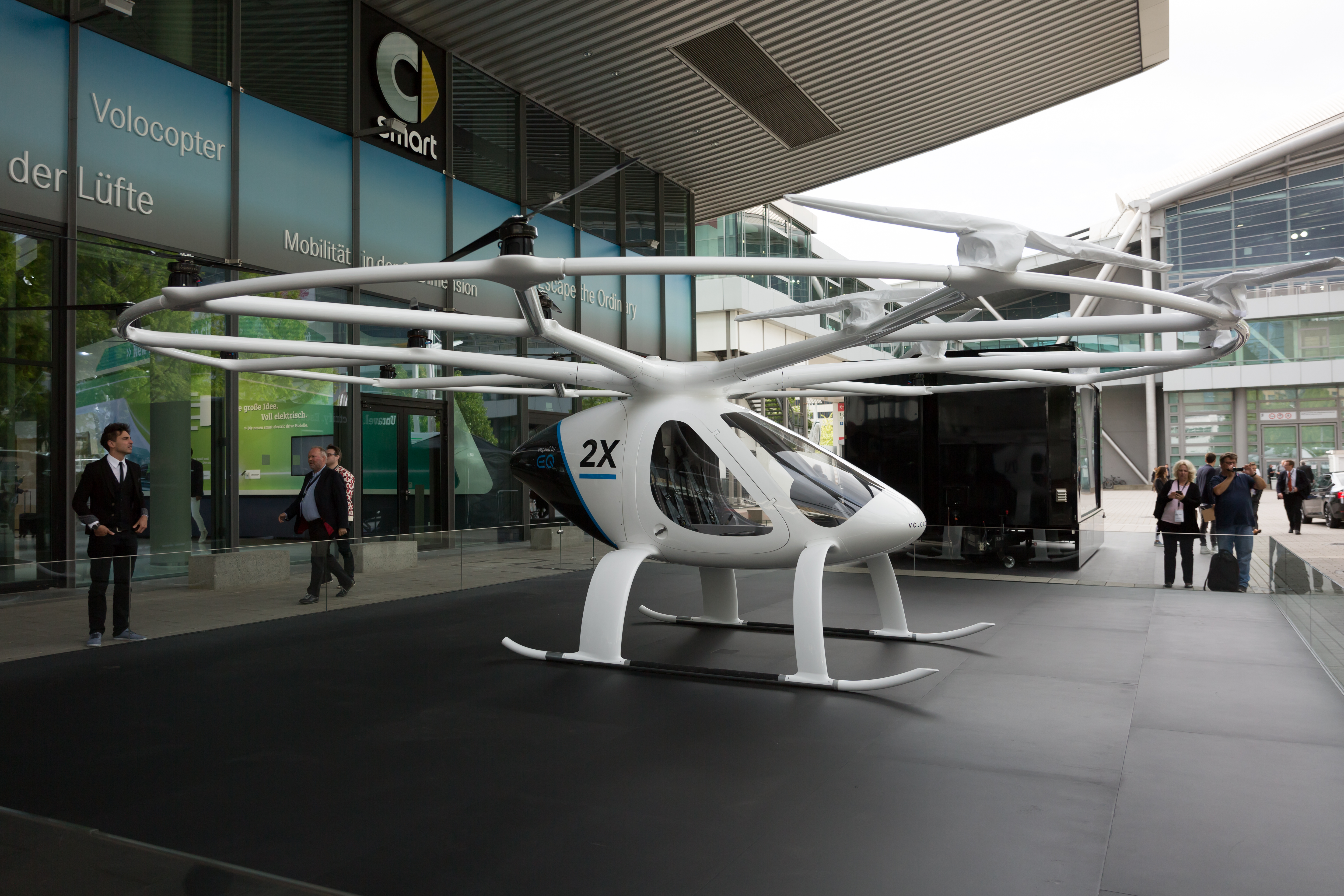
ボロコプター2X

多くのeVTOLは空飛ぶタクシーとして運用される予定である。
例えば、Uber Elevateのパートナーであるピピストレルは5人乗りの空飛ぶタクシーPipistrel 801を開発している。
ドイツのスタートアップ企業ボロコプターはボロコプター2Xを基にしたVoloCityと呼ばれる空飛ぶタクシーのサービスを開発している。
空飛ぶタクシーの開発を進めているアメリカ合衆国スタートアップ、ジョビー・アビエーション (Joby Aviation) はeVTOLの試験飛行についてアメリカ連邦航空局 (FAA) の承認を取得。ジョビーは開発にトヨタが協力していることを公表しており、2023年6月28日には、トヨタモーターノースアメリカ (Toyota Motor North America) の小川哲男氏が取締役会に加わることを公表している。

#### 医療支援 (EMS)
2020年、JumpAeroは事故発生時に迅速に救急サービスを提供できるように1人乗りのeVTOL機の開発を行っていると発表した。この種類の乗り物は既存の車両やヘリコプターを置き換えるものではなく、電動であるためにより早く移動できる新たなモビリティである。
2020年、カナダのエアモビリティ・コンソーシアムではeVTOLを使用して患者、臓器、薬を病院から病院へ輸送した場合の利点を研究した。

#### 個人による利用
個人用のeVTOL機は娯楽用の飛行機の世界に電動飛行を導入するために作られた。また、eBayなどのオンラインサイトで購入することができる。

### 無人航空機 (UAV)
無人マルチコプターは、eVTOLのカテゴリーに初めて登場した飛行機である。当初は研究開発の目的で使用されていたが、現在では本格的な航空機と見なされている。

#### 配送

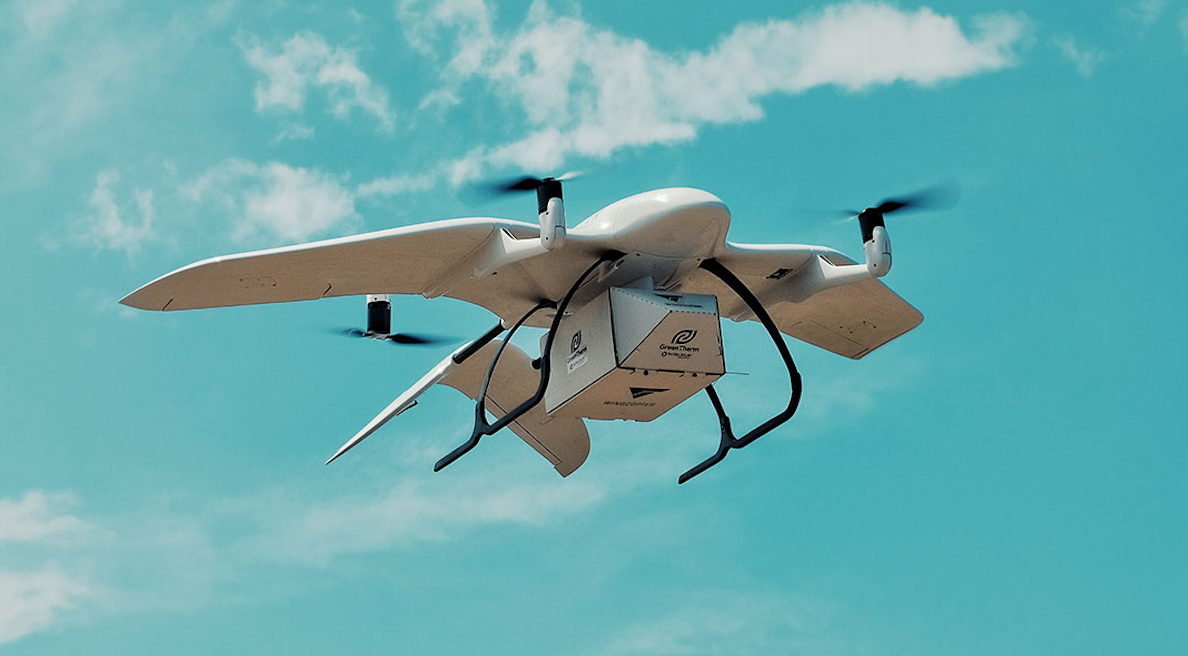
バヌアツでワクチンを輸送するWingcopter 178 HL

2020年よりAlphabet傘下のGoogleは、eVTOL UAVの配送サービスを提供している。Googleのドローンは100kmを飛行でき、重さ1.5kgまでの物を運ぶことができる。Amazon Prime Airとユナイテッド・パーセル・サービスはドローン配送を行っているGoogle以外の会社である。2018年、ドイツの航空宇宙メーカーウィングコプターはユニセフと共同でバヌアツでワクチンの輸送を行った。2020年にはウイングコプター社のeVTOLドローンがCOVID-19の検査キットをマル島に届けるために使用された。

### 軍事利用
2020年4月、アメリカ空軍は2021年に開発に着手するeVTOLプロジェクトに2500万ドルの資金を提供すると発表した。2020年8月20日、アメリカ空軍はテキサス州オースティンのキャンプ・マブリーでeVTOL機のデモフライトを行った。有人のeVTOL機がアメリカ空軍によるAgility Prime計画の下で飛行したのはこれが初めてである。

## 認証

### ヨーロッパ
2018年から欧州航空安全機関 (EASA) はこの種の航空機の認証に取り組んでいる。2019年7月、EASAは“SC-VTOL-01 : Special Condition for VTOL aircraft.”を公開した。この文書は、VTOL機の安全性と設計目標について規定したものである。この中には、eVTOLについて書かれた特別なセクションがある。

### アメリカ合衆国
小型の航空機の認証 (Part 23 - FAA certification) が発効されている。特に“Part 23-Amendment 64”にはeVTOLに関する記述が盛り込まれている。